# Grant Township (comté de Clinton, Iowa)
Grant Township est un township, du comté de Clinton en Iowa, aux États-Unis,.

## Source de la traduction
- (en) Cet article est partiellement ou en totalité issu de l’article de Wikipédia en anglais intitulé « Grant Township, Clinton County, Iowa » (voir la liste des auteurs).